# 백곡면
백곡면(栢谷面)은 충청북도 진천군에 딸린 면 행정구역 중의 하나이다. 진천군의 서쪽에 있다.

## 법정리
- 갈월리
- 구수리
- 대문리
- 명암리
- 사송리
- 석현리
- 성대리
- 양백리
- 용덕리